# Марія Хосе Монтьєль
Марія Хосе Монтьєль (ісп. María José Montiel; 24 червня 1968, Мадрид, Іспанська держава) — іспанська оперна співачка (меццо-сопрано), професорка співу в престижному Університеті мистецтв у Берліні, Німеччина

## Біографія
Марія Хосе Монтьєль народилася 24 червня 1968 року в місті Мадрид. Закінчила Мадридську королівську консерваторію, після чого переїхала до Відня, де продовжила навчання з Сребренкою Юринац та Оліверою Мільякович. Вивчала право в Автономному університеті Мадрида, де також отримала диплом аспіранта з історії музики та музикології. 

## Нагороди
Марія Монтьєль була нагороджена Національною музичною премією (Premio Nacional de Música) у 2015 році; отримала приз найкращої співачки на щорічній церемонії вручення премії у театрі Campoamor в місті Ов'едо у 2012 році за виконання опери Кармен в великому оперному театрі «Лісеу» у Барселоні 2010 року; нагороджена премією Лукреції Арани, премією SGAE Фредеріко Ромеро, премією RNE Ojo Crĺtico, премією CEOE, нагородою Іспанського фонду Coca-Cola, премією культури в розділі музики від Мадридської спільноти у 2007 році.

## Дискографія[3]
- Ojos verdes de Luna de Tomás Marco  (1996) [4]
- Los sueños de Manuel de Falla (1996)
- Obras para Piano: canciones (Barrios) (1998) [5]
- Recital (Of Spanish Song) (1998)
- Lorca Recital (1998)
- Canciones de García Leoz (2001) [6]
- La Gran Vía / La Revoltosa (2001) [7]
- Madrileña bonita (2005)
- Homenaje Manuel de Falla (2006)
- Dúos de Zarzuela (2006)  [8]
- Canciones de Parera Fons, Mas Porcel, Thomàs y Capllonch, con Miquel Estelrich (2012) [9]
- Toldrá Recital Live (2013)
- Modinha, Brazilian Songs (2013)
- El día que me quiera (2014)

## Репертуар[10]
| Автор                  | Композиція           | Роль               |
| ---------------------- | -------------------- | ------------------ |
| Вінченцо Белліні       | Капулетті й Монтеккі | Ромео              |
| Вінченцо Белліні       | Норма                | Адальжиза          |
| Альбан Берг            | Воццек               | Марі               |
| Жорж Бізе              | Кармен               | Кармен             |
| Луіджі Керубіні        | Медея                | Нярис              |
| Франческо Чілеа        | Адріана Лекуврер     | Принцеса Буйонська |
| Гаетано Доніцетті      | Фаворитка            | Леонора ді Гусман  |
| Гаетано Доніцетті      | Лукреція Борджіа     | Маффі Орсіні       |
| Гаетано Доніцетті      | Марія Стюарт         | Єлизавета          |
| Жуль Массне            | Дон Кіхот            | Дульсінея          |
| Жуль Массне            | Вертер               | Шарлотта           |
| Вольфанг Амадей Моцарт | Милосердя Тіта       | Секст              |
| Вольфанг Амадей Моцарт | Так чинять усі       | Дорабелла          |
| Амількаре Понк'єллі    | Джоконда             | Сліпа/Лаура Адорно |
| Джоаккіні Россіні      | Севільский цирульник | Розіна             |
| Каміль Сен-Санс        | Самсон і Даліла      | Даліла             |
| Ріхард Штраус          | Аріадна на Наксосі   | Композитор         |
| Ріхард Штраус          | Кавалер троянди      | Октавіан           |
| Джузеппе Верді         | Трубадур             | Азучена            |
| Джузеппе Верді         | Луїза Міллер         | Федеріка           |
| Джузеппе Верді         | Аїда                 | Амнеріс            |
| Джузеппе Верді         | Дон Карлос           | Принцеса Еболі     |
| Ріхард Вагнер          | Загибель богів       | Вальтраута         |
| Ріхард Вагнер          | Валькірія            | Фрікка             |

| Автор               | Композиція                   |
| ------------------- | ---------------------------- |
| Людвіг ван Бетховен | Симфонія № 9                 |
| Гектор Берліоз      | Самогубство Клеопатри        |
| Гектор Берліоз      | Літні ночі                   |
| Йоганес Брамс       | Висока Рапсодія              |
| Густав Малер        | Симфонія №8                  |
| Густав Малер        | Жалібна пісня                |
| Густав Малер        | Симфонія №2                  |
| Густав Малер        | Пісні мандрівного підмайстра |
| Густав Малер        | Симфонія №3                  |
| Моріс Равель        | Шехеразада                   |

| Автор                   | Композиція             |
| ----------------------- | ---------------------- |
| Гектор Берліоз          | Дитинство Христа       |
| Людвіг ван Бетховен     | Урочиста меса          |
| Антонін Дворжак         | Стабат Матер           |
| Вольфганг Амадей Моцарт | Реквієм                |
| Джоаккіно Россіні       | Маленька урочиста меса |
| Джоаккіно Россіні       | Стабат Матер           |
| Джузеппе Верді          | Реквієм                |